# Les Lapins Crétins : La Grosse Bagarre
Les Lapins Crétins : La Grosse Bagarre est un jeu vidéo de stratégie au tour par tour et party-game développé par Headstrong Games et édité par Ubisoft le 15 novembre 2012 sur Nintendo 3DS.
Le jeu propose de capturer plus de 100 Lapins différents afin de faire la grosse bagarre à travers divers mini-jeux tout en utilisant toutes les fonctionnalités de la console.

## Système de jeu
Dans le mode Aventure, le but est d'obtenir un maximum de lapins en gagnant des combats de trois lapins contre trois autres lapins. De plus, le joueur gagne de l'expérience à chaque victoire. Ces victoires peuvent être permises grâce à la victoire du mini-jeu de combat ou d'autres mini-jeux. Chaque lapin a ses propres capacités de combat et techniques d'affrontement, ce qui rajoute un côté stratégique au jeu.
Les joueurs peuvent parcourir les mini-jeux à travers le mode Aventure mais aussi avec le mode multijoueur qui permet d'affronter d'autres joueurs.

## Critiques
Le jeu reçut des critiques moyennes, louant l'utilisation de l'ensemble des fonctionnalités de la console de Nintendo mais regrettant la répétitivité des différents mini-jeux.